# Chloe Okuno
Chloe Okuno is een Amerikaans filmregisseur en scenarioschrijver.

## Biografie
Chloe Okuno woont in Los Angeles en studeerde af aan de Universiteit van Californië - Berkeley met een master van het AFI Conservatorium, waar ze van het American Film Institute de Franklin J. Schaffner Fellow Award ontving met haar afstudeerfilm Slut. Deze kortfilm ging in première op het 14th Annual Screamfest Horror Film Festival en won meerdere prijzen op filmfestivals in 2015. Ze schreef en regisseerde het segment "Storm Drain" van de anthologiefilm V/H/S/94 in 2021. In 2022 maakte ze haar speelfilmdebuut als regisseur met de horrorfilm Watcher die in januari 2022 in première ging op het Sundance Film Festival in de U.S. Dramatic Competition.

## Filmografie
- 2022: Watcher
- 2021: V/H/S/94 (segment "Storm Drain", regie en scenario)
- 2014: Slut (korte film, regie en scenario)

## Prijzen en nominaties
De belangrijkste:
| Jaar | Prijs                                 | Categorie                          | Film | Uitslag  |
| ---- | ------------------------------------- | ---------------------------------- | ---- | -------- |
| 2015 | American Film Institute               | Franklin J. Schaffner Fellow Award | Slut | Gewonnen |
| 2015 | Atlanta Film Festival                 | Publieksprijs beste korte film     | Slut | Gewonnen |
| 2015 | Sun Valley Film Festival              | Beste korte film                   | Slut | Gewonnen |
| 2015 | Mile High Horror Film Festival        | Publieksprijs beste korte film     | Slut | Gewonnen |
| 2015 | Las Vegas International Film Festival | Beste korte film                   | Slut | Gewonnen |
| 2015 | Knoxville Horror Film Fest            | Palm d'Gore                        | Slut | Gewonnen |
| 2014 | Screamfest                            | Beste studentkortfilm              | Slut | Gewonnen |